# Oberleitungsbus Aachen
Der Oberleitungsbus Aachen war das Oberleitungsbus-System der Stadt Aachen. Er verkehrte von 1944 bis 1974 und wurde durch die Aachener Straßenbahn und Energieversorgungs-AG (ASEAG) betrieben. Die einzige Obus-Strecke führte vom Kaiserplatz nach Baesweiler und ergänzte die Straßenbahn Aachen.

## Geschichte
Nachdem Planungen der Aachener Kleinbahn-Gesellschaft (AKG) für den Bau einer Schnellstraßenbahn von Aachen nach Alsdorf infolge der Weltwirtschaftskrise 1930 gescheitert waren, wurde zwischen Aachen und Alsdorf zunächst eine Kraftpostlinie der Reichspost eingerichtet.
Während des Zweiten Weltkriegs gelang es der AKG-Nachfolgefirma ASEAG, ab 1942 auf der Verbindung zwischen dem Hansemannplatz und Baesweiler mit dem Bau einer Oberleitungsbus-Linie zu beginnen. Am 2. Januar 1944 wurde diese Linie 31 schließlich in Betrieb genommen, sie war mit 19,1 Kilometern eine der längsten Obus-Linien Deutschlands. Bereits am 13. September musste auf Befehl der Wehrmacht die Oberleitung demontiert und der Betrieb eingestellt werden.
Ab 1946 setzte die ASEAG vorübergehend Dieselbusse auf der Linie 31 ein. Der Wiederaufbau der Oberleitung konnte erst 1948 beginnen. Am 21. November begann der Betrieb mit O-Bussen zwischen Alsdorf und Baesweiler. Verlängert wurde die nunmehrige Linie 51 am 28. Februar 1949 bis Würselen und am 15. Mai 1949 schließlich bis zum Hansemannplatz. Dort wurde am 15. Juni noch die Häuserblockschleife über die Ottostraße bis zum Kaiserplatz und zurück über die Heinrichsallee  eröffnet. In Aachen wurde eine kurze Stichstrecke zum Turnierplatz des CHIO Aachen gebaut. Zwischenwendeschleifen gab es in Alsdorf und Würselen, während in Baesweiler eine größere Häuserblockschleife bis zur Endhaltestelle an der Grube Carl Alexander angelegt wurde. Eine Betriebshofzufahrt führte zum Straßenbahndepot an der Talstraße, wo auch die O-Busse stationiert waren. Außerdem gab es in Baesweiler an der Endstation eine kleine Wagenhalle für zwei Fahrzeuge.
Weitere Ausbauplanungen wurden nicht verwirklicht. Mehrfach, zuletzt 1968, passte die ASEAG die Oberleitung an veränderte Straßenführungen an, vor allem in Aachen und in Alsdorf. Da die Stromversorgung des O-Busses an die des Straßenbahnnetzes gekoppelt war, wurde die Linie 51 wenige Monate vor Einstellung der letzten Straßenbahnlinie am 3. Februar 1974 auf dieselbetriebene Gelenkbusse umgestellt, die fortan vom Bushof losfahren.

## Fahrzeuge

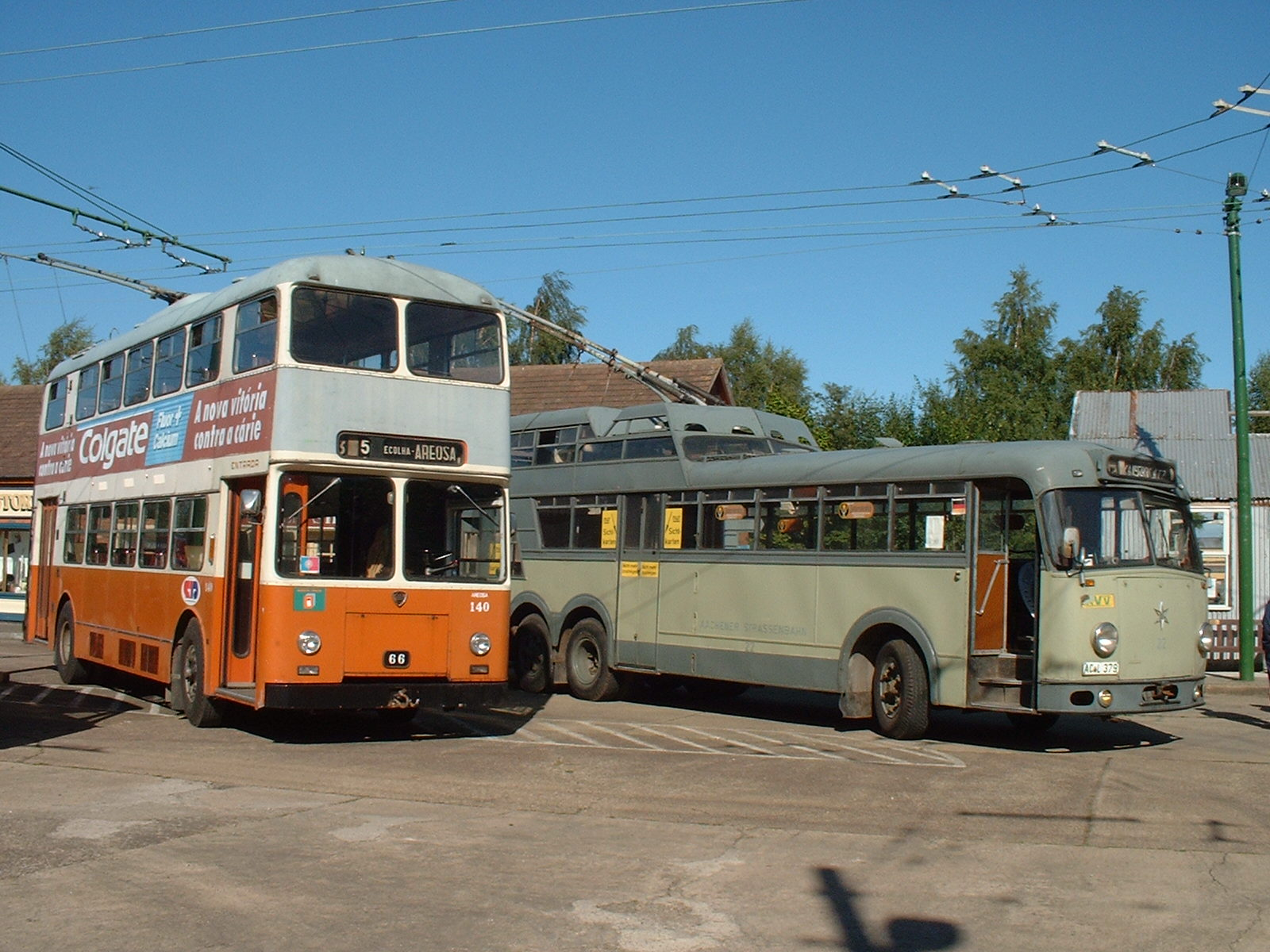
Der ehemalige Wagen 22 im Trolleybus-Museum Sandtoft

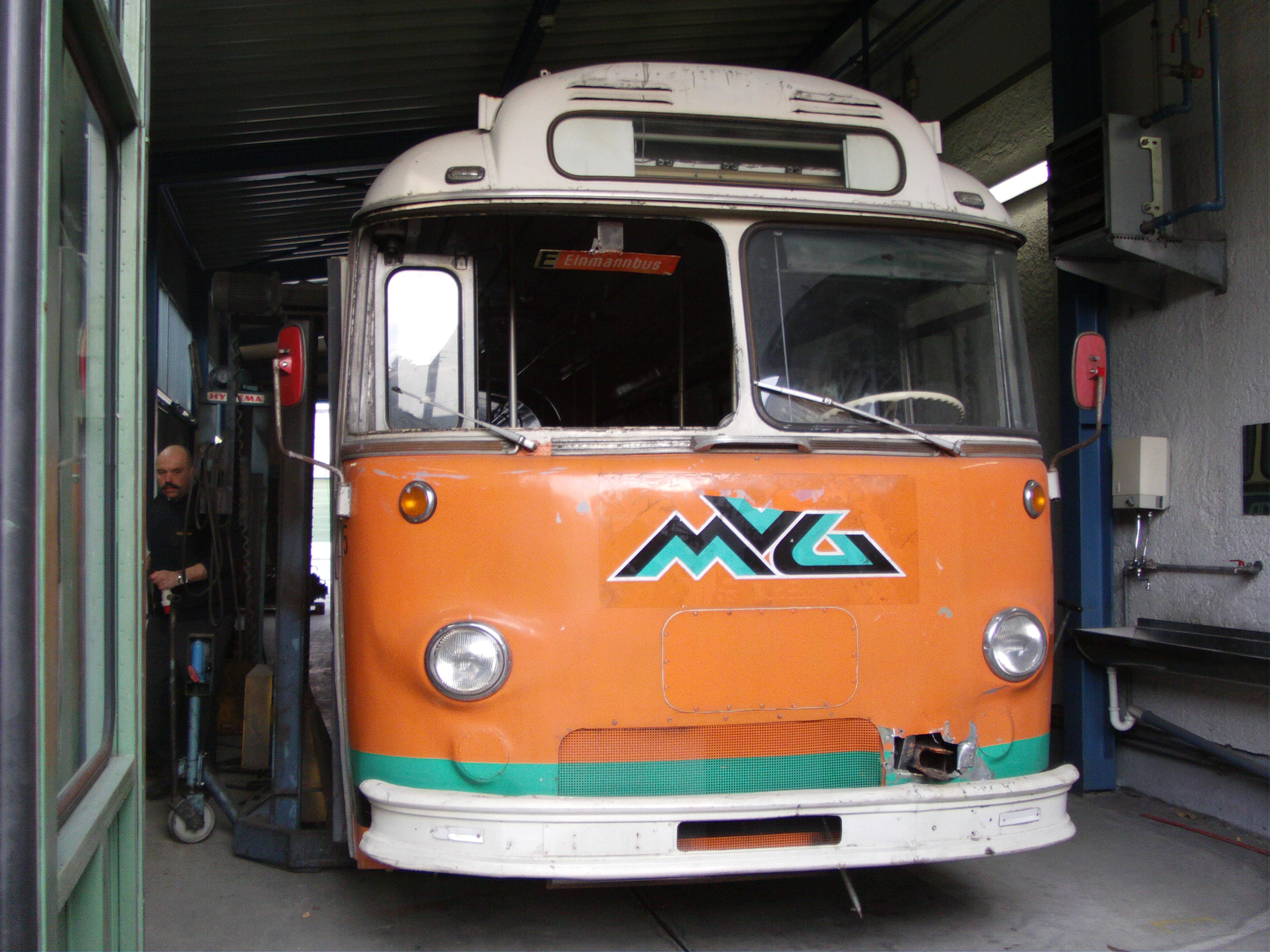
Der ehemalige Wagen 28, zwischenzeitlich Wagen 35 in Kapfenberg, befindet sich heute im Besitz von Pro Obus Salzburg

Zur Betriebsaufnahme 1944 standen zunächst acht fabrikneue Zweiachser und fünf Anhänger zur Verfügung. Je vier Wagen kamen von MAN/Kässbohrer und von Henschel/Schumann, die elektrische Ausrüstung lieferte SSW zu. Der Wagenpark wurde bald um vier in Antwerpen requirierte Wagen ergänzt, die nach Kriegsende wieder zurückgegeben werden mussten.
Ab 1948 konnten die ersten vier O-Busse wieder in Betrieb genommen werden, bald ergänzt um weitere Lieferungen. 1950 waren bereits 13 Fahrzeuge vorhanden, dazu sechs Anhänger. Während des Reitturniers lieh sich die ASEAG zudem weitere O-Busse von anderen Betrieben. 1952 wurden fünf Exemplare des Standardtyps ÜHIIIs von Henschel geliefert, sie trugen die Betriebsnummern 14 bis 18. 1955 folgten drei weitere Henschel-Wagen, diesmal vom Typ 562 E. 1957 beschaffte die ASEAG einen Anderthalbdecker-Obus, der seit 1972 im englischen Trolleybus-Museum Sandtoft steht. 1962 konnte die ASEAG außerdem vom stillgelegten Obus-Betrieb in Gummersbach weitere fünf ÜHIIIs erwerben.
1968 kaufte die ASEAG vom Oberleitungsbus Bielefeld und dem Oberleitungsbus Siegen insgesamt 13 Gelenkwagen vom Typ HS 160 der Baujahre 1957 bis 1961. Alle älteren zweiachsigen Wagen konnten danach ausgemustert werden, gleichzeitig wurde die Linie auf Einmannbetrieb umgestellt. Nach Einstellung konnten je drei Gelenk-Obusse 1974 noch an den Oberleitungsbus Kaiserslautern und den Oberleitungsbus Kapfenberg verkauft werden, der Rest wurde verschrottet.